# Eglfing
Eglfing – miejscowość i gmina w Niemczech, w kraju związkowym Bawaria, w rejencji Górna Bawaria, w regionie Oberland, w powiecie Weilheim-Schongau, wchodzi w skład wspólnoty administracyjnej Huglfing. Leży około 12 km na południowy wschód od Weilheim in Oberbayern, przy drodze B472.

## Demografia
| Rok  | Liczba mieszk. |
| ---- | -------------- |
| 1970 | 536            |
| 1987 | 726            |
| 2000 | 879            |
| 2005 | 970            |

### Struktura wiekowa
Dane o ludności z 31 grudnia 2008:
| Opis                                | Ogółem | Ogółem | Kobiety | Kobiety | Mężczyźni | Mężczyźni |
| ----------------------------------- | ------ | ------ | ------- | ------- | --------- | --------- |
| Jednostka                           | osób   | %      | osób    | %       | osób      | %         |
| Populacja                           | 962    | 100    | 493     | 51,25   | 469       | 48,75     |
| Wiek przedprodukcyjny (0–17 lat)    | 208    | 21,62  | 100     | 10,4    | 108       | 11,23     |
| Wiek produkcyjny (18–65 lat)        | 607    | 63,1   | 318     | 33,06   | 289       | 30,04     |
| Wiek poprodukcyjny (powyżej 65 lat) | 147    | 15,28  | 75      | 7,8     | 72        | 7,48      |

## Polityka
Wójtem gminy jest Klemens Holzmann, rada gminy składa się z 8 osób.
|      | WG | BL | Razem |
| 2008 | 8  | -  | 8     |
| 2002 | 5  | 3  | 8     |

### Współpraca
Miejscowość partnerska:
- Allumiere, Włochy od 1999[4]

## Oświata
W gminie znajduje się przedszkole (25 miejsc).